# Frontière entre les Fidji et les Tuvalu
La frontière entre les Fidji et les Tuvalu est la frontière, entièrement maritime, séparant les Fidji et les Tuvalu, dans l'océan Pacifique.

## Historique
La frontière a été établie notamment en 2014 au cours des échanges avec la France avec le soutien du Commonwealth. L'accord technique a été signé le 9 décembre 2014 au siège du Secrétariat du Commonwealth à Londres entre Faatasi Malologa, chef de la délégation de Tuvalu, et Solo Mara, haut-commissaire au Royaume-Uni.
Les deux parties s'accordent sur une ligne définie par 33 points reliés par des arcs géodésiques.

## Caractéristiques
Les deux parties se sont mises d'accord pour reconnaître le principe d'une ligne équidistante comme limite de référence. Elle est équidistante de Rotuma, dépendance spéciale des Fidji d'une part, et des îles de l'archipel des Tuvalu d'autre part :
- point 2 : 9° 47′ 04,6″ S, 174° 56′ 37,67″ E
- point 3 : 9° 47′ 09,01″ S, 174° 58′ 26,24″ E
- point 4 : 9° 48′ 40,98″ S, 175° 38′ 48,82″ E
- point 5 : 9° 49′ 09″ S, 175° 51′ 27,72″ E
- point 6 : 9° 49′ 11,87″ S, 175° 52′ 53,41″ E
- point 7 : 9° 49′ 27,34″ S, 176° 00′ 34,16″ E
- point 8 : 9° 49′ 33,79″ S, 176° 03′ 46,63″ E
- point 9 : 9° 49′ 54,44″ S, 176° 14′ 09,46″ E
- point 10 : 9° 56′ 07,46″ S, 176° 35′ 09,93″ E
- point 11 : 10° 02′ 48,76″ S, 176° 57′ 50,08″ E
- point 12 : 10° 06′ 42,36″ S, 177° 11′ 06,89″ E
- point 13 : 10° 17′ 53,03″ S, 177° 18′ 48,12″ E
- point 14 : 10° 42′ 26,68″ S, 177° 36′ 51,54″ E
- point 15 : 10° 58′ 21,85″ S, 177° 48′ 35,43″ E
- point 16 : 11° 02′ 02,9″ S, 177° 51′ 18,5″ E
- point 17 : 11° 17′ 58,9″ S, 178° 03′ 04,52″ E
- point 18 : 11° 25′ 19,89″ S, 178° 08′ 30,81″ E
- point 19 : 11° 32′ 18,07″ S, 178° 13′ 40,49″ E
- point 20 : 11° 38′ 39,35″ S, 178° 18′ 27,76″ E
- point 21 : 11° 45′ 52,21″ S, 178° 23′ 54,23″ E
- point 22 : 11° 47′ 48,11″ S, 178° 25′ 21,78″ E
- point 23 : 11° 50′ 15,58″ S, 178° 27′ 13,39″ E
- point 24 : 11° 52′ 19,35″ S, 178° 28′ 47,64″ E
- point 25 : 11° 56′ 35,94″ S, 178° 32′ 03,05″ E
- point 26 : 12° 04′ 30,6″ S, 178° 38′ 04,69″ E
- point 27 : 12° 11′ 06,84″ S, 178° 43′ 06,09″ E
- point 28 : 12° 11′ 57,42″ S, 178° 43′ 44,58″ E
- point 29 : 12° 19′ 15,46″ S, 178° 49′ 21,96″ E
- point 30 : 12° 56′ 07,47″ S, 179° 17′ 51,29″ E
- point 31 : 13° 14′ 26,34″ S, 179° 32′ 04,37″ E
- point 32 : 13° 14′ 27,28″ S, 179° 32′ 05,12″ E

Le point 32 est un tripoint commun Fidji -France-Tuvalu au niveau de Wallis-et-Futuna.
L'autre extrémité de la frontière se situe au-delà des 200 milles dans les eaux internationales et les deux pays sont en droit de déposer une demande d'extension du plateau continental au niveau de Charlotte Banks avec les Salomon.